# Luxemburgse parlementsverkiezingen 1951
De Luxemburgse parlementsverkiezingen van 1951 werden op 3 juni 1951 gehouden. Kiezers in de centrale en noordelijke kiesdistricten van het land kozen hierbij 26 van de 52 volksvertegenwoordigers in de Kamer van Afgevaardigden.
De Christelijke Volkspartij van zittend premier Pierre Dupong won 12 van de 26 zetels, maar zag haar totale aantal zetels dalen van 22 naar 21. De Socialistische Arbeiderspartij kreeg 9 van de 26 zetels en groeide naar een totaal van 19 zetels in het parlement. Na de verkiezingen werd door deze twee partijen de regering-Dupong-Bodson gevormd onder leiding van premier Dupong.

## Uitslag
| Partij | Partij                                                                                   | %    | Zetels | Verandering |
|        | Christelijk-Sociale Volkspartij (Chrëschtlech Soziale Vollekspartei)                     | 42,1 | 21     | -1          |
|        | Luxemburgse Socialistische Arbeiderspartij (Lëtzebuerger Sozialistesch Aarbechterpartei) | 33,8 | 19     | +4          |
|        | Patriotische en Democratische Groep (Groupement Patriotique et Démocratique)             | 20,9 | 8      | -1          |
|        | Communistische Partij van Luxemburg (Kommunistesch Partei Lëtzebuerg)                    | 3,2  | 4      | -1          |
| Totaal | Totaal                                                                                   |      | 52     |             |